# Anatolian Studies
 (décembre 2024).
Si vous disposez d'ouvrages ou d'articles de référence ou si vous connaissez des sites web de qualité traitant du thème abordé ici, merci de compléter l'article en donnant les références utiles à sa vérifiabilité et en les liant à la section « Notes et références ».
Anatolian Studies est une revue académique annuelle à évaluation par les pairs qui couvre l'histoire, l'archéologie et les sciences sociales de la Turquie et de la région de la mer Noire. Il a été créé en 1951 et est publié par Cambridge University Press pour le compte du British Institute at Ankara.

## Résumé et indexation
La revue est résumée et répertoriée dans :
- L'Année Philologique